# Hainsberg (Langenwetzendorf)
Hainsberg ist ein Ortsteil von Langenwetzendorf im Landkreis Greiz in Thüringen. Der Ort wurde schon vor der Wende zu Langenwetzendorf eingemeindet.

## Lage
Hainsberg ist über die Kreisstraßen 322/323 erreichbar. Der Ortsteil befindet sich etwa 500 Meter nordöstlich von Langenwetzendorf entfernt.

## Geschichte
Das Dorf wurde erstmals urkundlich 1196 erwähnt. Es gehörte überwiegend zum Rittergut Kühdorf.

## Persönlichkeiten
- Hermann Buhl (1935–2014), Leichtathlet
- Wilfried Pucher (* 1940), Schauspieler